# Віїле (Галац)
Віїле (рум. Viile) — село у повіті Галац в Румунії. Входить до складу комуни Фирценешть.
Село розташоване на відстані 210 км на північний схід від Бухареста, 42 км на північ від Галаца.

## Населення
За даними перепису населення 2002 року у селі проживали 1643 особи.
Національний склад населення села:
| Національність | Кількість осіб | Відсоток |
| -------------- | -------------- | -------- |
| румуни         | 1628           | 99,1%    |
| цигани         | 15             | 0,9%     |

Рідною мовою назвали:
| Мова      | Кількість осіб | Відсоток |
| --------- | -------------- | -------- |
| румунська | 1635           | 99,5%    |
| циганська | 8              | 0,5%     |